# Echemus orinus
Echemus orinus är en spindelart som först beskrevs av Tamerlan Thorell 1897. Echemus orinus ingår i släktet Echemus och familjen plattbuksspindlar.
Artens utbredningsområde är Myanmar. Inga underarter finns listade i Catalogue of Life.